# North American A-2 Savage
North American AJ Savage (od 1962: A-2 Savage, z ang. „dzikus”) –  bombowiec pokładowy zaprojektowany i budowany na potrzeby US Navy przez zakłady North American Aviation. Wszedł do służby w 1949.

## Historia
"Dzikus" był dużym pokładowym bombowcem szturmowym (attack-bomber) o napędzie mieszanym śmigłowo-odrzutowym przeznaczonym do przenoszenia broni atomowej. Budowany był także w wersji fotorozpoznawczej i jako "latający tankowiec".
System napędowy samolotu składał się z dwóch silników tłokowych Pratt & Whitney R-2800 i turboodrzutowego Allison J33, wszystkie silniki używały tego samego paliwa. Podwójny napęd miał zapewnić odpowiednią moc przy starcie samolotu i w czasie misji bojowych.
Pierwszy produkcyjny AJ odbył lot w maju 1949, a pierwsze lądowanie tego samolotu na lotniskowcu odbyło się 31 sierpnia 1950.
Pierwsze wersje produkcyjne Savage'a (AJ-1) zostały w późniejszym czasie przebudowane na latające tankowce. Druga wersja produkcyjna samolotu, AJ-2, weszła do służby w 1953 (pierwszy lot odbył się 19 lutego 1953) i w porównaniu z pierwszą wersją posiadała ona silniki o większej mocy i zmodyfikowany statecznik pionowy.
Trzecią i ostatnią wersją produkcyjną był AJ-2P – samolot rozpoznania fotograficznego, wyposażony w 18 aparatów fotograficznych i w porównaniu z AJ-2 mający większy zapas paliwa.
Do czasów dzisiejszych przetrwał jeden samolot tego typu, A-2B Savage z numerem seryjnym 130418. Znajduje się on w National Museum of Naval Aviation w bazie marynarki wojennej Naval Air Station Pensacola w Pensacoli.

## Wersje samolotu
- XAJ-1: Prototyp, zbudowano dwa samoloty.
- AJ-1 (A-2A): Pierwsza wersja produkcyjna, dane taktyczno-techniczne jak w tabelce u góry strony.
- AJ-2 (A-2B): Nowe silniki o większej mocy, silnik odrzutowy zastąpiono silnikiem Allison J33-A-10, a silnik tłokowy – Pratt and Whitney R-2800-48.
- AJ-2P: Odmiana fotorozpoznawcza AJ-2, z przebudowanym nosem mieszczącym kamery i większym zapasem paliwa.

## Użytkownicy
Jedynym użytkownikiem Savege'a była United States Navy, używały go następujące dywizjony:
- VAH-15
- VAH-16
- VJ-61/VAP-61
- VJ-62/VAP-62
- VC-5/VAH-5
- VC-6/VAH-6
- VC-9/VAH-9
- VC-7/VAH-7
- VC-8/VAH-11